# Gonodactylaceus
Gonodactylaceus és un gènere d'estomatòpodes. El gènere va ser descrit per primera vegada l'any 1995 per Raymond Brendan Manning.

## Espècies
- Gonodactylaceus falcatus (Forskål, 1775)
- Gonodactylaceus glabrous (Brooks, 1886)
- Gonodactylaceus graphurus (Miers, 1875)
- Gonodactylaceus randalli (Manning, 1978)
- Gonodactylaceus ternatensis (de Man, 1902)